# 坎德 (北卡罗来纳州)
坎德（Candor）是美国北卡罗来纳州蒙哥马利县的一个城镇，位於費耶特維爾以西65英里，面積1.2平方英里，海拔高度728英尺，2000年人口825人。坎德是北卡羅萊納桃子慶典（於每年的7月的第三個星期六舉行）的所在地。該城鎮歡迎牌顯示為：歡迎來到坎德。桃都（Welcome to Candor. Peach Capital.）。